# 格盧舍齊湖
格盧舍齊湖（烏克蘭語：Глушець），是烏克蘭的湖泊，位於該國北部切爾尼戈夫州，處於傑斯納河左岸，長3公里、寬0.2公里，面積0.6平方公里，該湖泊最大水深2米。